# Anno Domini
Anno Domini ("i det Herrens år", A.D. eller AD) er latin for år efter Kristi fødsel (e.Kr.). 
Om årene inden bruges anno ante Christum: f.Kr.
At angive årene i forhold til Kristi fødsel blev udtænkt af munken Dionysius Exiguus i år 525.
Siden i hvert fald begyndelsen af det 19. århundrede har man også brugt betegnelserne Efter Vor Tidsregning (e.v.t.) og Før Vor Tidsregning (f.v.t.) (altså uden explicit henvisning til Kristus). På engelsk findes tilsvarende betegnelser Common Era (CE) og Before Common Era (BCE). 